# Oligodon theobaldi
Oligodon theobaldi - вид змій родини полозових (Colubridae). Трапляється у лісах М'янми і Асаму (Індія).

## Назва
Вид названо на честь британського герпетолога Вільяма Теобальда.